# Chiesa di San Giovanni Battista a Bagno Vignoni
La chiesa di San Giovanni Battista a Bagno Vignoni è un edificio sacro che si trova in località Bagno Vignoni nel comune di San Quirico d'Orcia.
Antica chiesa pievana, si presenta ad unica navata, con facciata molto semplice.
All'interno è conservato un dipinto di scuola senese del XVIII secolo raffigurante Santa Caterina da Siena con Bagno Vignoni sullo sfondo. Sul portico che si affaccia sulla vasca è situata la piccola cappella dedicata a Santa Caterina da Siena innalzata nel 1660. Vi era collocato un affresco degli inizi del Seicento raffigurante Cristo risorto, oggi staccato e conservato nella chiesa di San Giovanni Battista.
Ogni anno si celebra il 24 giugno la festa di San Giovanni con processione intorno alla vasca e benedizione dei campi. La località è stata resa famosa da Santa Caterina Benincasa che vi soggiornò spesso, in particolare tra il 1362 e il 1367.